# Семенівська міська рада
Семе́нівська міська́ ра́да — адміністративно-територіальна одиниця та орган місцевого самоврядування в Семенівській громаді Чернігівської області. Адміністративний центр — місто Семенівка.

## Загальні відомості
Семенівська міська рада утворена в 1958 році.
- Територія ради: 154,07 км²
- Населення ради: 9 931 особа (станом на 2001 рік)
- Територією ради протікають річки Ревна, Дрест

## Населені пункти
Міській раді підпорядковані населені пункти:
- м. Семенівка
- с. Кути Другі

## Склад ради
Рада складається з 30 депутатів та голови.
- Голова ради: Бичков Олександр Федорович
- Секретар ради: Черниш Ігор Валентинович

### Керівний склад попередніх скликань
| Прізвище, ім'я, по батькові | Основні відомості                                                       | Дата обрання | Дата звільнення |
| --------------------------- | ----------------------------------------------------------------------- | ------------ | --------------- |
| Бичков Олександр Федорович  | Міський голова, 1961 року народження, освіта вища, член Народної партії | 26.03.2006   | 31.10.2010      |
| Бичков Олександр Федорович  | Міський голова, 1961 року народження, освіта вища, член Народної партії | 31.10.2010   |                 |

Примітка: таблиця складена за даними сайту Верховної Ради України

### Депутати
За результатами місцевих виборів 2010 року депутатами ради стали:

#### За суб'єктами висування
| Суб'єкт висування                                       | Кількість обраних депутатів | %    |
| ------------------------------------------------------- | --------------------------- | ---- |
| Партія регіонів                                         | 11                          | 36,7 |
| Політична партія Всеукраїнське об'єднання «Батьківщина» | 6                           | 20   |
| Політична партія «Сильна Україна»                       | 4                           | 13,3 |
| Комуністична партія України                             | 3                           | 10   |
| Народна партія                                          | 3                           | 10   |
| Соціалістична партія України                            | 3                           | 10   |

#### За округами
| № округу                                                | Прізвище, ім'я, по батькові         | Дата визнання обраним | Освіта             | Партійна приналежність                        | Відомості про обраного депутата                                                      |
| ------------------------------------------------------- | ----------------------------------- | --------------------- | ------------------ | --------------------------------------------- | ------------------------------------------------------------------------------------ |
| Комуністична партія України                             |                                     |                       |                    |                                               |                                                                                      |
| б/м                                                     | Островерхов Микола Миколайович      | 04.11.2010            | середня            | член Комуністичної партії України             | пенсіонер                                                                            |
| б/м                                                     | Клименко Володимир Павлович         | 04.11.2010            | вища               | член Комуністичної партії України             | КП «Семенівський цегельний завод», директор                                          |
| б/м                                                     | Євмененко Олександр Васильович      | 04.11.2010            | середня            | член Комуністичної партії України             | ПП «Євмененко», директор                                                             |
| Народна Партія                                          |                                     |                       |                    |                                               |                                                                                      |
| б/м                                                     | Зощук Сергій Іванович               | 04.11.2010            | вища               | член Народної партії                          | Семенівська ЦРЛ, в. о. завідувача стоматологічним відділенням                        |
| 1                                                       | Кресс Олена Вікторівна              | 04.11.2010            | вища               | позапартійна                                  | відділ освіти Семенівської райдержадміністрації, голов-ний спеціа-ліст               |
| 11                                                      | Гайова Валентина Василівна          | 04.11.2010            | середня спеціальна | член Народної партії                          | ДНЗ № 3 «Яблунька», завідувачка                                                      |
| Партія регіонів                                         |                                     |                       |                    |                                               |                                                                                      |
| б/м                                                     | Черниш Ігор Валентинович            | 04.11.2010            | вища               | член Партії регіонів                          | Семенівська міська рада, секретар                                                    |
| б/м                                                     | Короткий Віктор Васильович          | 04.11.2010            | вища               | член Партії регіонів                          | Семенівська міська рада, провідний спеціаліст                                        |
| б/м                                                     | Янченко Людмила Володимирівна       | 04.11.2010            | вища               | член Партії регіонів                          | Семенівська ЦРЛ, лікар                                                               |
| б/м                                                     | Кудін Світлана Володимирівна        | 04.11.2010            | вища               | член Партії регіонів                          | приватна аптека, завідувачка                                                         |
| б/м                                                     | Швидкий Олександр Миколайович       | 04.11.2010            | вища               | член Партії регіонів                          | Семенівський «Райавтодор», водій                                                     |
| 3                                                       | Карпенко Олександр Володимирович    | 04.11.2010            | вища               | член Партії регіонів                          | Семенівський район по газопостачанню та газифікації ВАТ «Чернігівгаз», началь-ник    |
| 5                                                       | Жура Олександр Федорович            | 04.11.2010            | вища               | член Партії регіонів                          | Семенівський цех електрозв'язку, електромеханік                                      |
| 6                                                       | Тринога Любов Олександрівна         | 04.11.2010            | вища               | член Партії регіонів                          | ДНЗ № 6 «Сонечко», завідувачка                                                       |
| 9                                                       | Чернишев Віктор Петрович            | 04.11.2010            | вища               | член Партії регіонів                          | відділ НС та ЦЗН Семенівської райдержадміністрації, завідувач сектору                |
| 10                                                      | Кутковий Георгій Віталійович        | 04.11.2010            | вища               | член Партії регіонів                          | приватний підприємець                                                                |
| 14                                                      | Алаєва Людмила Іванівна             | 04.11.2010            | вища               | член Партії регіонів                          | канцелярія Семенівського РВ УМВС, завідувачка                                        |
| Політична партія Всеукраїнське об'єднання «Батьківщина» |                                     |                       |                    |                                               |                                                                                      |
| б/м                                                     | Мороз Юрій Васильович               | 04.11.2010            | вища               | член Всеукраїнського об'єднання «Батьківщина» | тимчасово не працює                                                                  |
| б/м                                                     | Єрмоленко Віталій Анатолійович      | 04.11.2010            | вища               | член Всеукраїнського об'єднання «Батьківщина» | приватний підприємець                                                                |
| б/м                                                     | Сухобок Катерина Анатоліївна        | 17.12.2010            | середня            | член Всеукраїнського об'єднання «Батьківщина» | приватний підприємець                                                                |
| 4                                                       | Левченко Олег Анатолійович          | 04.11.2010            | вища               | член Всеукраїнського об'єднання «Батьківщина» | приватний підприємець                                                                |
| 7                                                       | Зборщик Олександр Іванович          | 04.11.2010            | вища               | член Всеукраїнського об'єднання «Батьківщина» | Семенівська загальноосвітня школа I-III ст. № 3, вчитель                             |
| 12                                                      | Прохоренко Олексій Іванович         | 04.11.2010            | середня            | член Всеукраїнського об'єднання «Батьківщина» | приватний підприємець                                                                |
| Політична партія «Сильна Україна»                       |                                     |                       |                    |                                               |                                                                                      |
| б/м                                                     | Кожукар Віктор Михайлович           | 04.11.2010            | вища               | член Політичної партії «Сильна Україна»       | Семенівська дільниця тепломережі обласного ВАТ «Теплокомуненерго», керівник дільниці |
| б/м                                                     | Субота Володимир Іванович           | 04.11.2010            | вища               | член Політичної партії «Сильна Україна»       | КП «Ревна», керівник                                                                 |
| 2                                                       | Суббот Михайло Миколайович          | 04.11.2010            | середня спеціальна | член Політичної партії «Сильна Україна»       | приватний підприємець                                                                |
| 15                                                      | Яськов Андрій Олексійович           | 04.11.2010            | середня спеціальна | член Політичної партії «Сильна Україна»       | філія «Ірванцівський торфозавод», майстер цеху                                       |
| Соціалістична партія України                            |                                     |                       |                    |                                               |                                                                                      |
| б/м                                                     | Романюк Людмила Миколаївна          | 04.11.2010            | вища               | член Соціалістичної партії України            | пенсіонер                                                                            |
| 8                                                       | Ятчук Оксана Миколаївна             | 04.11.2010            | вища               | позапартійна                                  | Семенівська гімназія № 2, вчитель                                                    |
| 13                                                      | Тарашкевічус Олександр Рамуальдович | 04.11.2010            | середня            | позапартійний                                 | Семенівський район електричних мереж, інженер                                        |